# Llista d'episodis de Merlí
La següent és una llista d'episodis de la sèrie catalana Merlí.

## Temporades
| Temporada | Temporada | Episodis | Estrena                | Final                  | Espectadors | Share |
| --------- | --------- | -------- | ---------------------- | ---------------------- | ----------- | ----- |
|           | 1         | 13       | 14 de setembre de 2015 | 7 de desembre de 2015  | 561.000     | 18,3% |
|           | 2         | 13       | 19 de setembre de 2016 | 12 de desembre de 2016 | 512.000     | 20,2% |

## Llista d'episodis

### Primera temporada
| Nº | Nº (temp.) | Títol            | Director      | Data d'emissió         | Espectadors | Share |
| --- | ---------- | ---------------- | ------------- | ---------------------- | ----------- | ----- |
| 1 | 1          | Els peripatètics | Eduard Cortés | 14 de setembre de 2015 | 566.000     | 17,7% |
| L'arribada del Merlí Bergeron, nou professor de filosofia, a l'Institut Àngel Guimerà, provoca reaccions adverses. Mentre es posa els alumnes a la butxaca, al professorat li molesta la seva manera de ser i de relacionar-se amb la plantilla. A casa, el Merlí intenta recuperar la relació amb el Bruno, el seu fill adolescent.                       |            |                  |               |                        |             |       |
| |            |                  |               |                        |             |       |
| 2 | 2          | Plató            | Eduard Cortés | 21 de setembre de 2015 | 544.000     | 17,2% |
| El Toni, director de l'institut, adverteix al Merlí que s'ha de cenyir a les normes del centre, però el Merlí va a la seva, i proposa als alumnes saltar-se les regles del certamen literari. El Merlí i l'Eugeni es barallen per encarregar-se de l'Ivan, un noi que pateix agorafòbia. El Bruno explica un secret a la Tània.                            |            |                  |               |                        |             |       |
| |            |                  |               |                        |             |       |
| 3 | 3          | Maquiavel        | Eduard Cortés | 28 de setembre de 2015 | 556.000     | 16,7% |
| La mare del Gerard felicita el Merlí per com fa les classes i per haver animat el seu fill. Arriba una nova alumna: la Mònica. El Bruno creu que suspèn exàmens per culpa de la presència del Merlí a l'institut, i l'amenaça d'anar-se'n a viure amb la seva mare. Què farà el Merlí per retenir-lo?                                                      |            |                  |               |                        |             |       |
| |            |                  |               |                        |             |       |
| 4 | 4          | Aristòtil        | Eduard Cortés | 5 d'octubre de 2015    | 591.000     | 19,3% |
| El Bruno i el Pol estudien junts l'examen de català, però aquest encontre acaba malament. L'Eugeni es troba amb dos exàmens sospitosos. La Calduch intentarà ajudar el Merlí per resoldre els seus problemes a l'institut. |            |                  |               |                        |             |       |
| |            |                  |               |                        |             |       |
| 5 | 5          | Sòcrates         | Eduard Cortés | 12 d'octubre de 2015   | 559.000     | 18,8% |
| El pare del Joan creu que el Merlí adoctrina el seu fill. La Tània té un problema amb la Berta, i això afecta a la relació amb el Bruno. La Gina retreu al Merlí que hagi suspès al Gerard. El Merlí obliga a l'Ivan a sortir al carrer. |            |                  |               |                        |             |       |
| |            |                  |               |                        |             |       |
| 6 | 6          | Schopenhauer     | Eduard Cortés | 19 d'octubre de 2015   | 538.000     | 17,0% |
| La Berta no suporta el Merlí, i s'hi encara. La noia no es vol deixar ajudar pel professor, i fa el possible perquè els amics no li facin el buit. La Gina s'assabenta que el Merlí està embolicat amb la Laia. El Gerard està ansiós perquè farà un treball de classe amb la Mònica.                                                                      |            |                  |               |                        |             |       |
| |            |                  |               |                        |             |       |
| 7 | 7          | Foucault         | Eduard Cortés | 26 d'octubre de 2015   | 459.000     | 15,2% |
| El Merlí és qüestionat com a pare per part de la Gina i de la seva mare, i fa un intent d'aproximació cap al Bruno. El Pol pateix pels problemes econòmics de casa seva. El Santi crida l'atenció del Bruno a classe, mentre el Joan es revela contra els seus pares.                                                                                      |            |                  |               |                        |             |       |
| |            |                  |               |                        |             |       |
| 8 | 8          | Guy Debord       | Eduard Cortés | 2 de novembre 2015     | 555.000     | 19,1% |
| La sortida al Cosmocaixa no surt com la Gina i el Merlí voldrien. Un vídeo íntim de la Mònica corre per l'institut. L'Ivan es pren molt malament que la seva mare tingui nòvio. La Gina no vol que el Gerard sàpiga que està sortint amb el Merlí. |            |                  |               |                        |             |       |
| |            |                  |               |                        |             |       |
| 9 | 9          | Epicur           | Eduard Cortés | 9 de novembre de 2015  | 559.000     | 18,3% |
| El Merlí fa el possible perquè l'Ivan se senti acceptat pels companys, i el noi fa progressos però vol fer un pas massa gran en la seva recuperació. Es prepara una festa d'aniversari dels 18 anys del Pol, però els amics no saben on fer-la. Tothom té la casa ocupada, menys una persona. El Merlí i la Gina intenten superar un sotrac en la relació. |            |                  |               |                        |             |       |
| |            |                  |               |                        |             |       |
| 10 | 10         | Els escèptics    | Eduard Cortés | 16 de novembre de 2015 | 577.000     | 19,6% |
| El Merlí provoca un conflicte important a la família del Joan. El Toni el torna a advertir que no va bé per aquest camí. El Bruno està molt creuat amb el Pol, i no es comporta correctament a la classe del Santi. El Gerard no accepta que el Merlí i la Gina estiguin junts.                                                                            |            |                  |               |                        |             |       |
| |            |                  |               |                        |             |       |
| 11 | 11         | Els sofistes     | Eduard Cortés | 23 de novembre de 2015 | 610.000     | 20,5% |
| L'Eugeni rep una sorpresa desagradable a classe, i sospita que és cosa del Merlí. La mare de la Berta munta un escàndol a l'institut per les campanes de la seva filla. Dos alumnes del Merlí es plantegen deixar d'estudiar i el Merlí vol treure'ls aquesta idea del cap. Com s'ho farà per convèncer-los?                                               |            |                  |               |                        |             |       |
| |            |                  |               |                        |             |       |
| 12 | 12         | Hume             | Eduard Cortés | 30 de novembre de 2015 | 592.000     | 19,9% |
| S'organitza una recollida d'aliments a l'institut, però el Merlí critica la iniciativa. El Toni s'enfada amb ell perquè això esquitxa la família del Joan, que organitza la campanya. El Bruno se'n fot del Santi a la cara. L'Ivan encara se sent insegur. Alguns alumnes se'n riuen de l'Oliver, per això el Merlí haurà de fer alguna cosa.             |            |                  |               |                        |             |       |
| |            |                  |               |                        |             |       |
| 13 | 13         | Nietzsche        | Eduard Cortés | 7 de desembre de 2015  | 591.000     | 19,4% |
| El Toni no vol que el Merlí continuï fent classes, però els alumnes volen fer alguna cosa per evitar-ho. El Bruno està en plena crisi personal, ell i l'Oliver tindran una xerrada. |            |                  |               |                        |             |       |

### Segona temporada
| Nº | Nº (temp.) | Títol            | Director      | Data d'emissió         | Espectadors | Share |
| --- | ---------- | ---------------- | ------------- | ---------------------- | ----------- | ----- |
| 14 | 1          | Els presocràtics | Eduard Cortés | 19 de setembre de 2016 | 577.000     | 22,5% |
| Comença segon de Batxillerat a l'Institut Àngel Guimerà. Els alumnes reben el Merlí amb eufòria i ell entra pletòric a l'institut. Els peripatètics han madurat una mica en general, però, en el fons, són els mateixos adolescents divertits que ja coneixíem.      |            |                  |               |                        |             |       |
| |            |                  |               |                        |             |       |
| 15 | 2          | Thomas Hobbes    | Eduard Cortés | 26 de setembre de 2016 | 527.000     | 22,5% |
| La Coralina, la nova cap d'estudis, li pren el despatx al Merlí. Els alumnes estan sorpresos amb el caràcter dur de la professora d'Història. La Carmina vol que el Merlí se'n vagi de casa. Per la seva banda, la Tània es torna a fixar en el Marc.                |            |                  |               |                        |             |       |
| |            |                  |               |                        |             |       |
| 16 | 3          | Els estoics      | Eduard Cortés | 3 d'octubre de 2016    | 559.000     | 21,3% |
| La Gina i el Merlí munten un sopar a casa la Carmina amb el Bruno i el Gerard. El Merlí s'atabala quan la Gina li proposa anar a viure junts. El Millán i la Berta es fan amics, i l'Oliver pateix l'absència del germà a casa seva.                                 |            |                  |               |                        |             |       |
| |            |                  |               |                        |             |       |
| 17 | 4          | Kant             | Eduard Cortés | 10 d'octubre de 2016   | 511.000     | 19,1% |
| Una mala notícia sacseja la casa del Merlí. La Carmina està preocupada pel seu fill. El Marc pateix pel seu germà Pau, perquè acadèmicament va molt endarrerit. El Pol està molt motivat a la feina del bar de la Míriam.                                            |            |                  |               |                        |             |       |
| |            |                  |               |                        |             |       |
| 18 | 5          | Hipàrquia        | Eduard Cortés | 17 d'octubre de 2016   | 524.000     | 18,8% |
| El Merlí s'endú els alumnes a un centre comercial, i allà la Tània sent més fort l'enamorament cap al Marc. Les noies munten una festa només per a noies, i els nois fan el mateix. La Míriam demana ajuda al Merlí.                                                 |            |                  |               |                        |             |       |
| |            |                  |               |                        |             |       |
| 19 | 6          | Montaigne        | Eduard Cortés | 24 d'octubre de 2016   | 461.000     | 17,8% |
| El Pau Vilaseca ha agredit una professora, però el noi l'acusa d'haver-lo insultat. El Marc ja està desesperat, i la seva mare no l'ajuda. El Merlí hi haurà d'intervenir. La Gina confessa al Merlí la seva relació amb el Toni.                                    |            |                  |               |                        |             |       |
| |            |                  |               |                        |             |       |
| 20 | 7          | Judith Butler    | Eduard Cortés | 31 d'octubre de 2015   | 308.000     | 13,1% |
| Arriba una nova professora: la Quima. La seva aparença portarà polèmica a l'institut, i el Merlí l'ajudarà davant dels atacs de la Coralina, però a la Quima no li agrada que l'ajudin.                                                                              |            |                  |               |                        |             |       |
| |            |                  |               |                        |             |       |
| 21 | 8          | Freud            | Eduard Cortés | 7 de novembre 2016     | 541.000     | 19,8% |
| El Merlí està cansat que els alumnes li demanin consell i li tinguin confiança, i vol canviar de tàctica. El Joan cada cop està més gelós, i la Mònica haurà de prendre decisions. L'Oliver està cada vegada més intractable.                                        |            |                  |               |                        |             |       |
| |            |                  |               |                        |             |       |
| 22 | 9          | Descartes        | Eduard Cortés | 14 de novembre de 2016 | 531.000     | 19,6% |
| Cinc alumnes són castigats a l'aula tota la tarda, però el Merlí els pren els mòbils i els posa deures. La Coralina dirigeix el claustre de professors, i vol saber quin problema té el Millán.                                                                      |            |                  |               |                        |             |       |
| |            |                  |               |                        |             |       |
| 23 | 10         | Engels           | Eduard Cortés | 21 de novembre de 2016 | 578.000     | 22,3% |
| La Coralina fa que l'Ivan sospiti que el Pol i la seva mare tenen una relació. Quan sap la veritat, es posa molt nerviós, i el Merlí es veu obligat a parar-li els peus. El Joan encara pensa que pot recuperar la Mònica. El Bruno se'n vol anar a estudiar a Roma. |            |                  |               |                        |             |       |
| |            |                  |               |                        |             |       |
| 24 | 11         | Zizek            | Eduard Cortés | 28 de novembre de 2016 | 562.000     | 20,2% |
| El Merlí està enfadat amb el Bruno perquè se'n vol anar a Roma. El Marc cuida el Pau perquè està malalt, però ja no pot més. La Tània i el Pol continuen picant-se per tonteries.                                                                                    |            |                  |               |                        |             |       |
| |            |                  |               |                        |             |       |
| 25 | 12         | El taoisme       | Eduard Cortés | 5 de desembre de 2016  | 389.000     | 15,2% |
| El Bruno prepara el seu viatge i té ganes de fer alguna cosa per acomiadar-se del Merlí, però aquest li dona llargues. El Bruno no vol que ningú sàpiga que se'n va, però la Tània ho sap.                                                                           |            |                  |               |                        |             |       |
| |            |                  |               |                        |             |       |
| 26 | 13         | Boeci            | Eduard Cortés | 12 de desembre de 2016 | 599.000     | 21,1% |
| La Coralina està especialment amargada i sembra la discòrdia entre els professors. El Merlí fa una proposta curiosa als alumnes, i aquests li fan cas. Un fet impactant succeirà a l'institut, ara que s'acosta Nadal.                                               |            |                  |               |                        |             |       |

### Tercera temporada
| Nº | Nº (temp.) | Títol           | Director      | Data d'emissió         | Espectadors | Share |
| --- | ---------- | --------------- | ------------- | ---------------------- | ----------- | ----- |
| 27 | 1          | Walter Benjamin | Eduard Cortés | 18 de setembre de 2017 |             |       |
| Es reprenen les classes després de Nadal. El Merlí està encantat amb l'arribada de la Silvana, una nova professora d'història. El Pol pren decisions arriscades per ajudar econòmicament la família. El Marc no vol que el seu pare torni a casa. |            |                 |               |                        |             |       |

## Episodis especials
| Nº | Títol                               | Director      | Data d'emissió         | Espectadors | Share |
| --- | ----------------------------------- | ------------- | ---------------------- | ----------- | ----- |
| 1 | Merlinades: el 'making of' de Merlí | Héctor Lozano | 14 de desembre de 2015 | 464.000     | 15,8% |
| Programa especial narrat pel mateix Merlí (Francesc Orella), on s'inclouen declaracions del director i els actors, i a més a més es fan públiques algunes de les escenes de les gravacions de la sèrie. |                                     |               |                        |             |       |
| 2 | Generació Merlí                     | Héctor Lozano | 19 de desembre de 2016 |             |       |
| |                                     |               |                        |             |       |